# Oscar Lusth
Oscar "Ozzy" Lusth (23 de agosto de 1981, Guanajuato, México), foi um participante do reality show competitivo Survivor tendo participado das temporadas Survivor: Cook Islands. e Survivor: Micronésia - Fãs contra Favoritos Antes de sua primeira aparição no reality show da rede CBS, Ozzy havia feito uma aparição na Playboy TV no reality show adulto Foursome.
Em 2011, Ozzy compôs o elenco da vigésima terceira temporada de Survivor, intitulada Survivor: South Pacific, sendo sua terceira participação no programa.

## Survivor: Cook Islands
Em Cook Islands, Ozzy foi o integrante da tribo Aitutaki original que seguiu mais longe na competição. No terceiro episódio da temporada, as quatro tribos originais foram debandadas e misturadas restanto apenas a nova tribo Aitutaki e a nova tribo Rarotonga, após esta mudança Ozzy permaneceu na tribo Aitutaki. Ozzy surpreendeu a todos por suas habilidades de sobrevivência e dominou nos quesitos agilidade, equilíbrio e natação, conseguindo vencer seis dos sete desafios por Imunidade Individual. Durante a fase tribal também se mostrou valoroso nos desafios, ajudando a tribo Aitutaki a vencer várias provas. No Conselho Tribal Final, ele foi muito elogiado por suas habilidades físicas, mas foi criticado por ser solitário e não conseguir dominar no caráter social que o jogo exige. No final, Ozzy terminou em segundo lugar com uma votação de 5-4-0 votos perdendo para Yul Kwon, ele foi o primeiro homem a terminar em segundo lugar desde a oitava temporada de Survivor.

## Survivor: Micronesia - Fans Versus Favorites
Ozzy retornou para uma segunda chance em Survivor na temporada Survivor: Micronésia - Fãs contra Favoritos. Em relação a sua participação anterior Ozzy comentou que seu "erro na última vez foi basicamente ser muito solitário" e que desta vez, não iria " a nenhum lugar sozinho, a não ser para usar o banheiro". Logo no início do jogo, Ozzy iniciou um relacionamento com sua companheira de tribo e participante prévia de Survivor: China, Amanda Kimmel. Essa aproximação dos dois fez com que a participante Cirie Fields brincasse falando que em breve Amanda daria à luz a vários "Ozzynhos". No quarto episódio da temporada, após ser enviado para a Ilha do Exílio, Ozzy localizou o Ídolo de Imunidade escondido na localidade e para tentar enganar os próximos competidores enviados para o local deixou um falso ídolo no lugar do verdadeiro. No Conselho Tribal do décimo episódio, Ozzy sentindo-se seguro com sua aliança, deixou seu Ídolo de Imunidade no acampamento e acabou surpreendido quando foi eliminado com 5-4 votos e passou a compor o júri da temporada.
No Conselho Tribal Final, ele repreendeu Parvati por ter vendido sua amizade e declarou estar apaixonado por Amanda. Durante a reunião da temporada, onde o vencedor do programa foi anunciado, Ozzy e Amanda ainda estavam namorando, mas não durou muito e eles terminaram pouco tempo depois. Ainda na reunião, foi revelado que ele e Parvati eram amigos novamente.